# Anja Hajduk
Anja Hajduk, née le 8 juin 1963 à Duisbourg, est une femme politique allemande, membre du parti écologiste de l'Alliance 90 / Les Verts.

## Vie professionnelle
Après avoir obtenu son Abitur en 1982, elle entreprend des études supérieures de psychologie à l'université de Duisbourg, qu'elle achève six ans plus tard à l'université de Hambourg. Elle travaille ensuite comme psychologue dans une structure d'échanges interculturels de jeunesse jusqu'en 1997.

## Vie politique

### Les débuts à Hambourg
Elle adhère à la Liste verte alternative (GAL), fédération de l'Alliance 90 / Les Verts à Hambourg, en 1995 et est élue en 1997 députée régionale au Bürgerschaft de la ville-Land. Elle est désignée un an plus tard coordinatrice du groupe parlementaire écologiste, un poste auquel elle renonce en novembre 2001, puis prend en avril 2002 la présidence de la GAL.

### Députée fédérale
Quelques mois plus tard, elle est élue membre du Bundestag lors des élections fédérales du 22 septembre et devient pendant deux ans, vice-présidente de la commission parlementaire du Budget. De 2004 à 2008, elle est porte-parole du groupe écologiste pour la Politique budgétaire. Sur les questions économiques, elle vote en faveur des baisses d’impôts octroyées durant les années Schröder aux ménages les plus fortunés.

### Retour dans la ville hanséatique
Le 7 mai 2008, Anja Hajduk est nommée sénatrice pour le Développement urbain et l'Environnement de la ville-Land de Hambourg dans la coalition inédite que forment les écologistes avec l'Union chrétienne-démocrate d'Allemagne (CDU) d'Ole von Beust. Sa décision, en septembre suivant, d'accepter la construction d'une centrale électrique au charbon, a suscité une certaine controverse au sein de son parti, qui a toutefois choisi de poursuivre sa collaboration avec la CDU. À la suite du choix de von Beust de se retirer, les chrétiens-démocrates choisissent Christoph Ahlhaus pour lui succéder le 25 août 2010. Trois mois plus tard, le 29 novembre, la « coalition noire-verte » est dissoute et les trois sénateurs Verts démis de leurs fonctions.
Des élections locales anticipées sont convoquées le 20 février 2011, pour lesquelles la GAL la choisit comme chef de file. Lors de ce scrutin, les écologistes ne subissent aucune sanction pour avoir gouverné avec le centre droit puisqu'ils obtiennent 11,2 % des voix, en légère hausse, et 14 députés, soit deux de plus qu'en 2008. Ils ne devraient toutefois pas retourner au gouvernement avec les sociaux-démocrates car ceux-ci ont remporté la majorité absolue des sièges.

## Vie privée
Ouvertement lesbienne
, elle partage sa vie avec Ute Pape (de), militante sociale-démocrate ayant occupé les postes de présidente du Bürgerschaft de Hambourg puis sénatrice pour l'Éducation et la Jeunesse entre 1993 et 2001.